# Rezolucja Rady Bezpieczeństwa ONZ nr 200
Rezolucja Rady Bezpieczeństwa ONZ nr 200 została przyjęta jednomyślnie 15 marca 1965 r.
Po przeanalizowaniu wniosku Gambii o członkostwo w Organizacji Narodów Zjednoczonych, Rada zaleciła Zgromadzeniu Ogólnemu przyjęcie tego państwa do swojego grona.

## Źródło
- UNSCR - Resolution 200